# Kreuzkirche (Zittau)

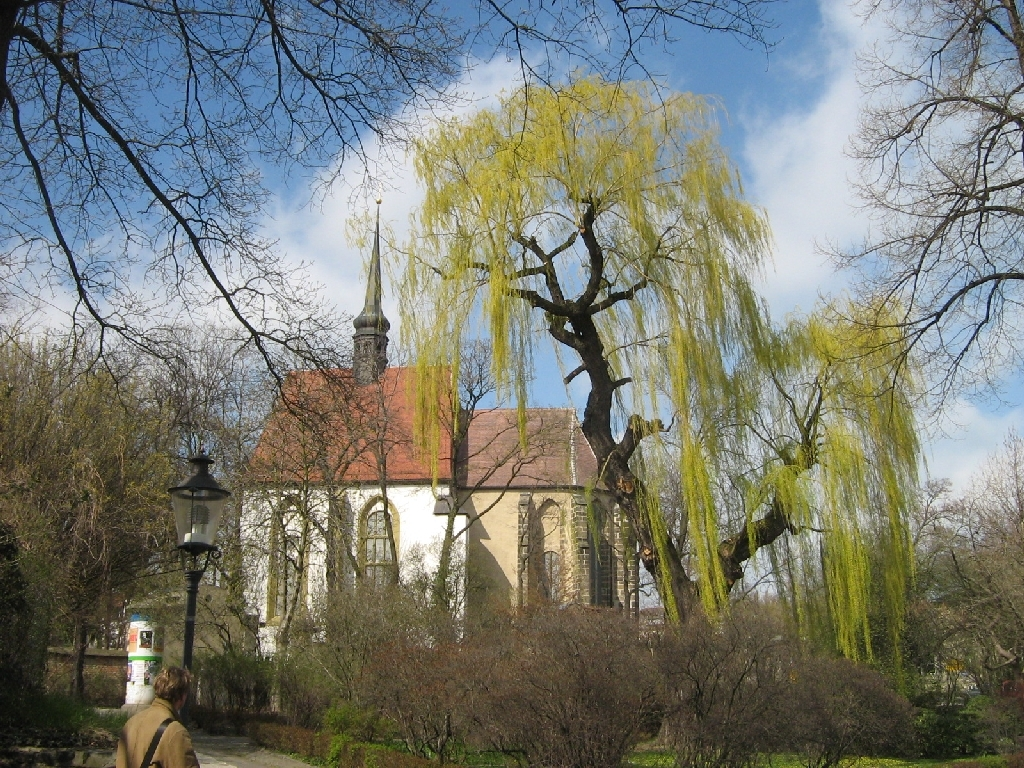
Kreuzkirche (Zittau)

Die Kreuzkirche Zittau ist eine säkularisierte gotische Kirche in Zittau in Sachsen. Sie gilt als größter Einstützenraum in Deutschland und wird als Museum im Verbund der Städtischen Museen Zittau zur Ausstellung des Großen Zittauer Fastentuchs genutzt.

## Geschichte und Architektur
Die Kreuzkirche in Zittau wurde gegen Ende des 14. Jahrhunderts als gotischer Einstützenraum nach böhmischem Vorbild (St. Maria auf dem Rasen in Prag) erbaut und vermutlich 1410 geweiht. Die Kirche ist in den Ausmaßen und dem Typus in der Oberlausitz nur mit der Barbarakirche in Ebersbach (Schöpstal) zu vergleichen. Das als Begräbniskirche genutzte Bauwerk wurde im Jahr 1643 durch Brand beschädigt und in den Jahren 1651 bis 1654 wiederhergestellt, wobei die architektonischen Details des Außenbaus bis auf die Portale vereinfacht wurden. 1793 wurde eine Decke aus Gips im Chor eingezogen. Nach der Entwidmung 1972 und längerer Zeit der Vernachlässigung wurde das Bauwerk seit 1986 restauriert.
Das Gebäude ist ein verputzter Bruchsteinbau mit zwei Strebepfeilern an der Westseite und je einem an der Nord- und Südseite, hohen Spitzbogenfenstern und einem Satteldach, auf dem ein Dachreiter mit Haube und sehr schlanker Spitze sitzt. Der eingezogene, steil proportionierte Chor schließt mit einem Fünfachtelschluss mit schlanken zwei- und dreiteiligen Spitzbogenfenstern, die teils mit Maßwerk versehen sind. An der Chornordwand schließt sich die Sakristei an, die an der Westseite in der Ecke zum Schiff einen kleinen Treppenturm hat. An der Südseite wird die Kirche durch ein mit Krabben besetztes Kielbogenportal mit Kreuzblume im Scheitel zwischen zwei flankierenden Fialen erschlossen; ein einfacheres Portal findet sich an der Westseite.

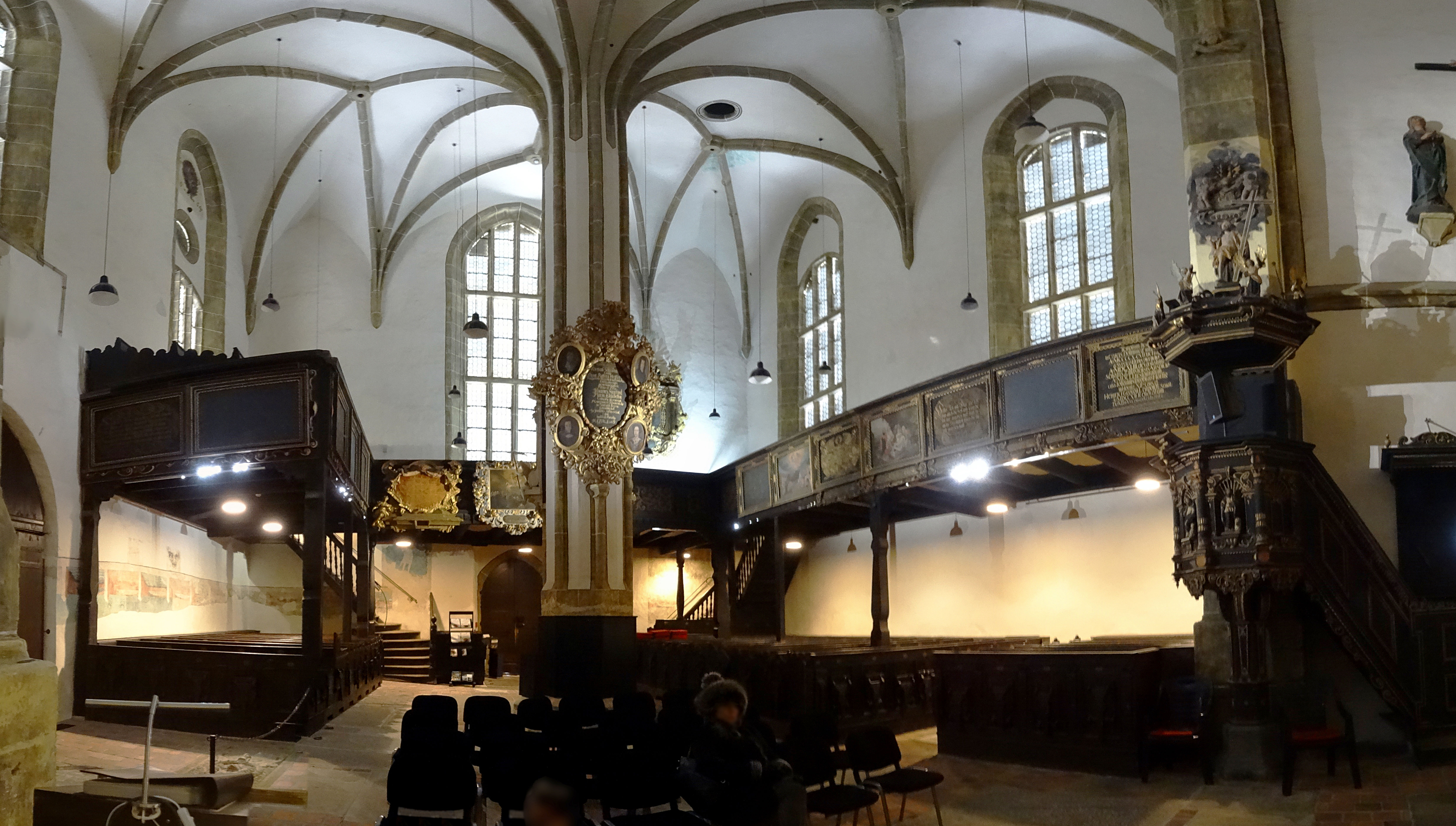
Innenraum-Panorama

Im Innern ist der im Grundriss quadratische Einstützenraum über einem zwölfseitigen, kantonierten Pfeiler mit einem Sterngewölbe abgeschlossen. Zum Chor ist der Raum durch einen Triumphbogen auf figürlich gestalteten Konsolen geöffnet. Der zweijochige Chor schließt mit einer Flachdecke, die Sakristei mit einem Kreuzgewölbe mit einem Christuskopf im Schlussstein ab.
An der Nord-, der West- und der Südwand sind eingeschossige Emporen mit rustikalen Rankenmalereien an den Brüstungen von 1654 eingebaut, die seit 1680 teilweise von Epitaphien und Bildern verdeckt sind. An den Wänden sind Reste von böhmisch beeinflussten Wandmalereien von Scheinarchitekturen zu finden, an der Nordwand des Chores finden sich Wandmalereien der Leidenswerkzeuge Christi in rot-grünem, geflochtenem Rahmen aus dem 15. Jahrhundert.

## Ausstattung
Das wertvollste Ausstellungsstück in der museal genutzten Kirche ist das mittelalterliche Große Zittauer Fastentuch aus dem Jahr 1472. Es stammt aus der Zittauer Johanniskirche und gehört zu den bedeutendsten erhaltenen mittelalterlichen Textilien. Nach wechselvollem Nachkriegsschicksal ist es seit 1999 hier in der größten Museumsvitrine der Welt ausgestellt.
Ein kleiner hölzerner Ädikula-Altar mit einem Bild der Kreuzigung ist mit zwei gedrehten Säulen und einem verkröpften Gebälk eingefasst. Seitlich ist der Altar mit reich verschlungenem Rollwerk und zwei Pyramiden über den Säulen sowie einem bekrönenden Segmentgiebel mit dem Markuslöwen und dem Datum 1654 ausgestattet.
Die ebenfalls mit Rollwerk verzierte Kanzel ist mit schwarz-goldener Fassung versehen und zeigt am polygonalen Korb Holzfiguren der Evangelisten zwischen kleinen Dreiviertelsäulen. Der Schalldeckel trägt vier Engelsfiguren mit den Leidenswerkzeugen Christi und eine Figur des Salvator mundi. Vor dem Treppenaufgang der Kanzel steht ein kleines, 1654 datiertes Podest mit Sitz und Baldachin. An der Chornordwand ist ein Kruzifix aus der zweiten Hälfte des 15. Jahrhunderts mit zwei zugehörigen Figuren von Maria und Johannes mit reich gearbeitetem Faltenwurf zu sehen.

## Friedhof

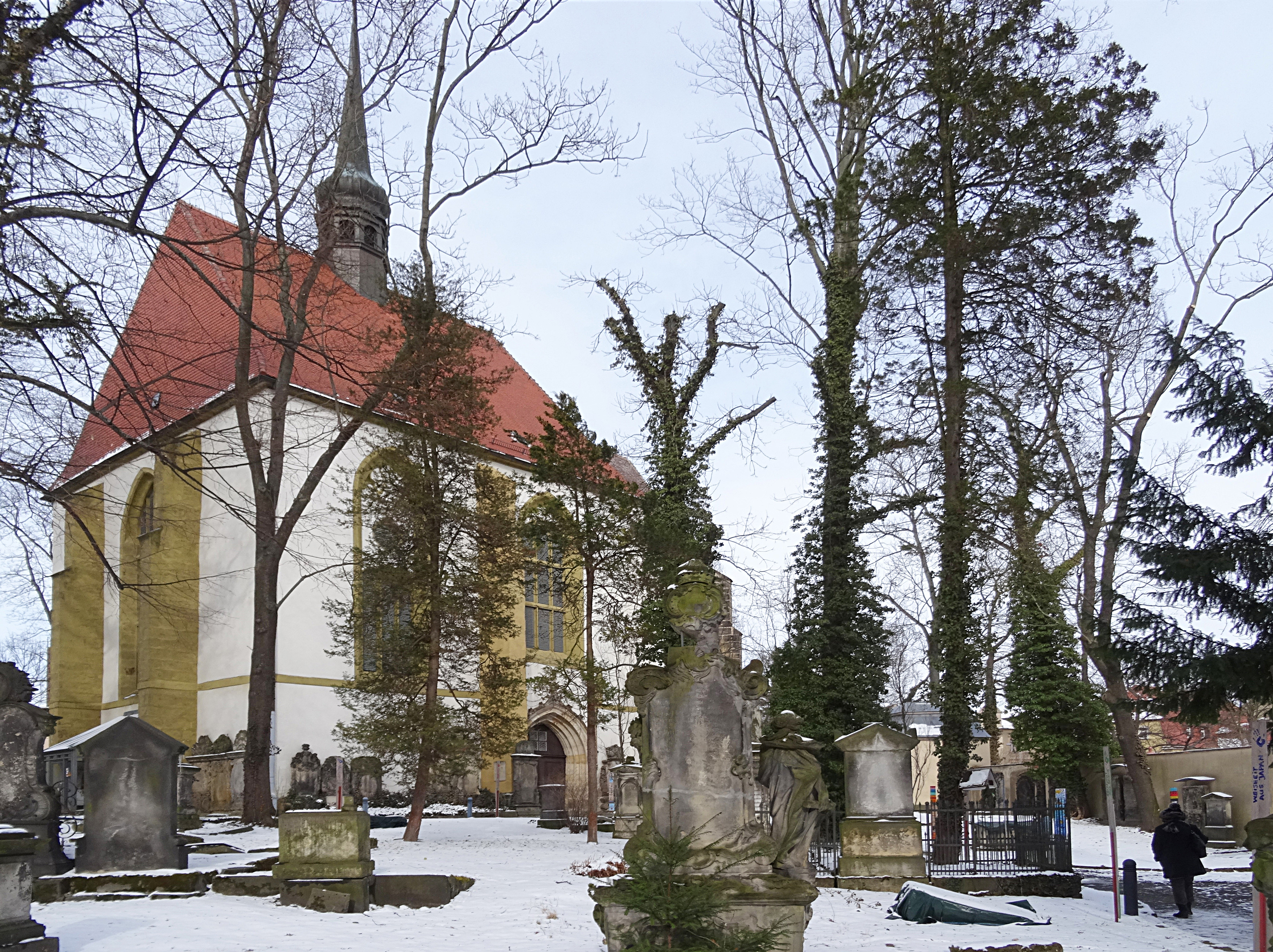
Kirche zum Heiligen Kreuz und Friedhof

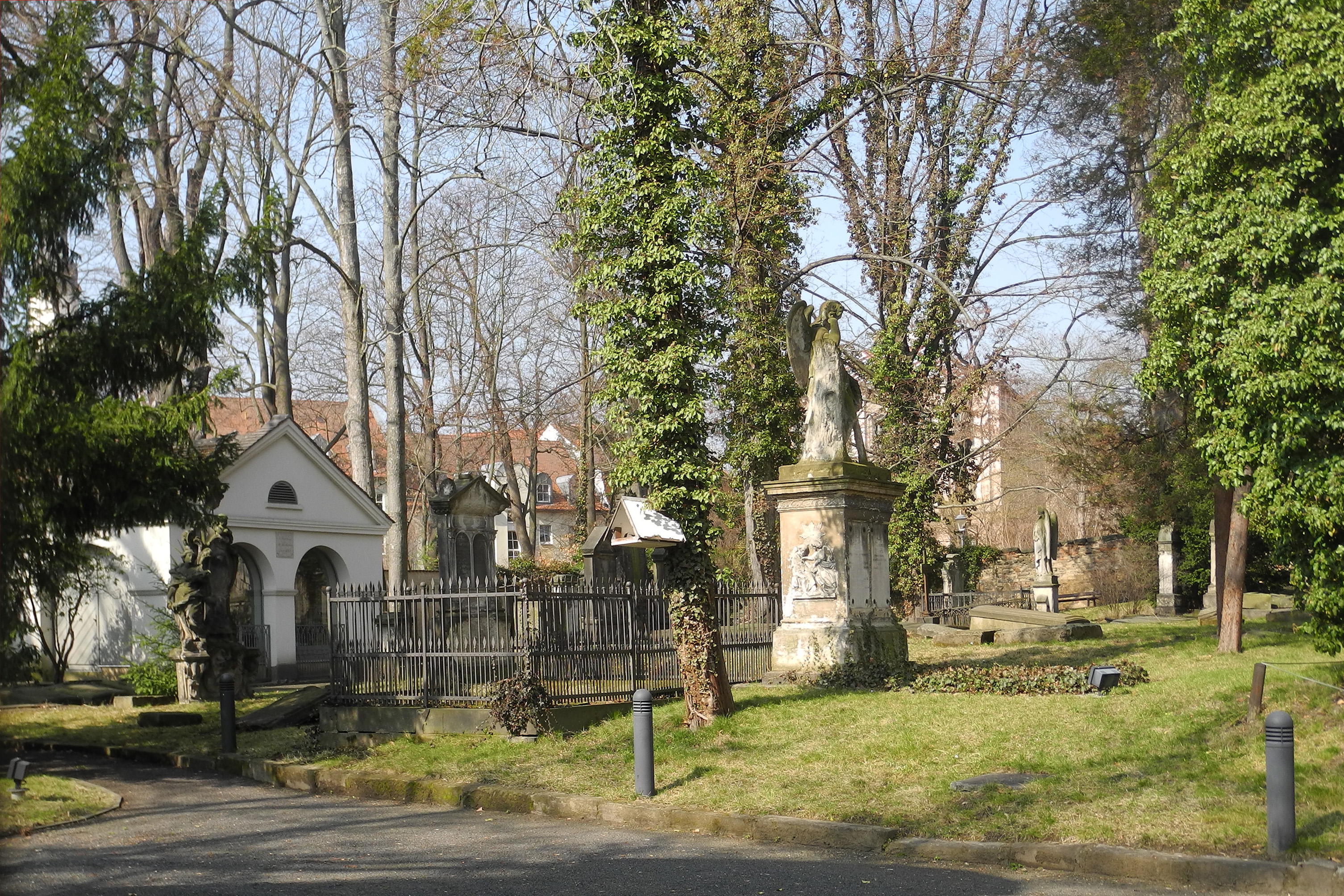
Friedhof der Kirche zum Heiligen Kreuz

Die Kirche ist von einem Friedhof („Kreuzfriedhof“) mit zahlreichen künstlerisch wertvollen Grabdenkmälern umgeben. Davon zu erwähnen sind insbesondere die Mönchsche Gruft vom Anfang des 18. Jahrhunderts an der Nordwestseite und das daneben befindliche, 1730 datierte Finksche Grufthaus. Die Mönchsche Gruft ist ein rechteckiges Grufthaus mit weitem flachbogigem Eingang, der von zwei toskanischen Halbsäulen gerahmt ist. Darüber befindet sich ein reich gestaltetes Attikageschoss mit einer Figur des Todes als Abschluss. Das Finksche Grufthaus zeigt übereck gestellte Pilaster mit verkröpftem Gesims, die einen mit geschweiftem Bogen abgeschlossenen Eingang flankieren. Seitlich neben den Pilastern steht je eine allegorische Sandsteinfigur des himmlischen Ruhmes. Über dem Gesims liegen kräftige Voluten mit einem Schweifgiebel dahinter. Im Innern steht ein 1756 datiertes Denkmal des Christian Fink, ein sarkophagartiger Unterbau mit zwei Giebelansätzen mit Allegorien der Hoffnung und der Liebe.
Weiter finden sich das prächtige Schröersche Grufthaus (auch als Grätzsche Gruft bezeichnet) mit Rocailleverzierungen und reichem schmiedeeisernem Gitter aus der Zeit um 1720 an der Nordmauer auf rechteckigem Grundriss mit drei Öffnungen, deren mittlere schulterbogenartig gestaltet ist und im reich gestalteten Schlussstein das Schröersche Wappen und an den Seiten Hermenpilaster zeigt. Das Michaelsche Grufthaus von 1731 am Südeingang hat eine breite schulterbogenartige Öffnung mit schildhaltenden weiblichen Figuren, die von ionischen Pilasterpaaren gerahmt ist.

## Denkmalschutz
Die Kreuzkirche und ihr Friedhof werden vom Landesamt für Denkmalpflege Sachsen zur Liste der Kulturdenkmale in Zittau Zentrum gezählt (Nr. 09270370).